# Хвосцово
Хвосцово (рос. Хвосцово) — присілок у Селівановському районі Владимирської області Російської Федерації.
Входить до складу муніципального утворення Новлянське сільське поселення. Населення становить 41 особу (2010).

## Історія
Присілок розташований на землях фіно-угорського народу мещери.
Від 10 травня 1929 року належить до Селівановського району, утвореного спочатку у складі Владимирського округу Івановської промислової області, а від 1944 року — Владимирської області.
Згідно із законом від 13 травня 2005 року входить до складу муніципального утворення Новлянське сільське поселення.

## Населення
| 1859 | 1905 | 1926 | 2002 | 2010 |
| ---- | ---- | ---- | ---- | ---- |
| 465  | ↗504 | ↗597 | ↘70  | ↘41  |